# Zane Grey
Zane Grey (31. ledna 1872 Zanesville, Ohio, USA – 23. října 1939 Altadena, Kalifornie) byl populární americký spisovatel westernů, ve kterých podával idealizovaný obraz drsného Divokého západu.

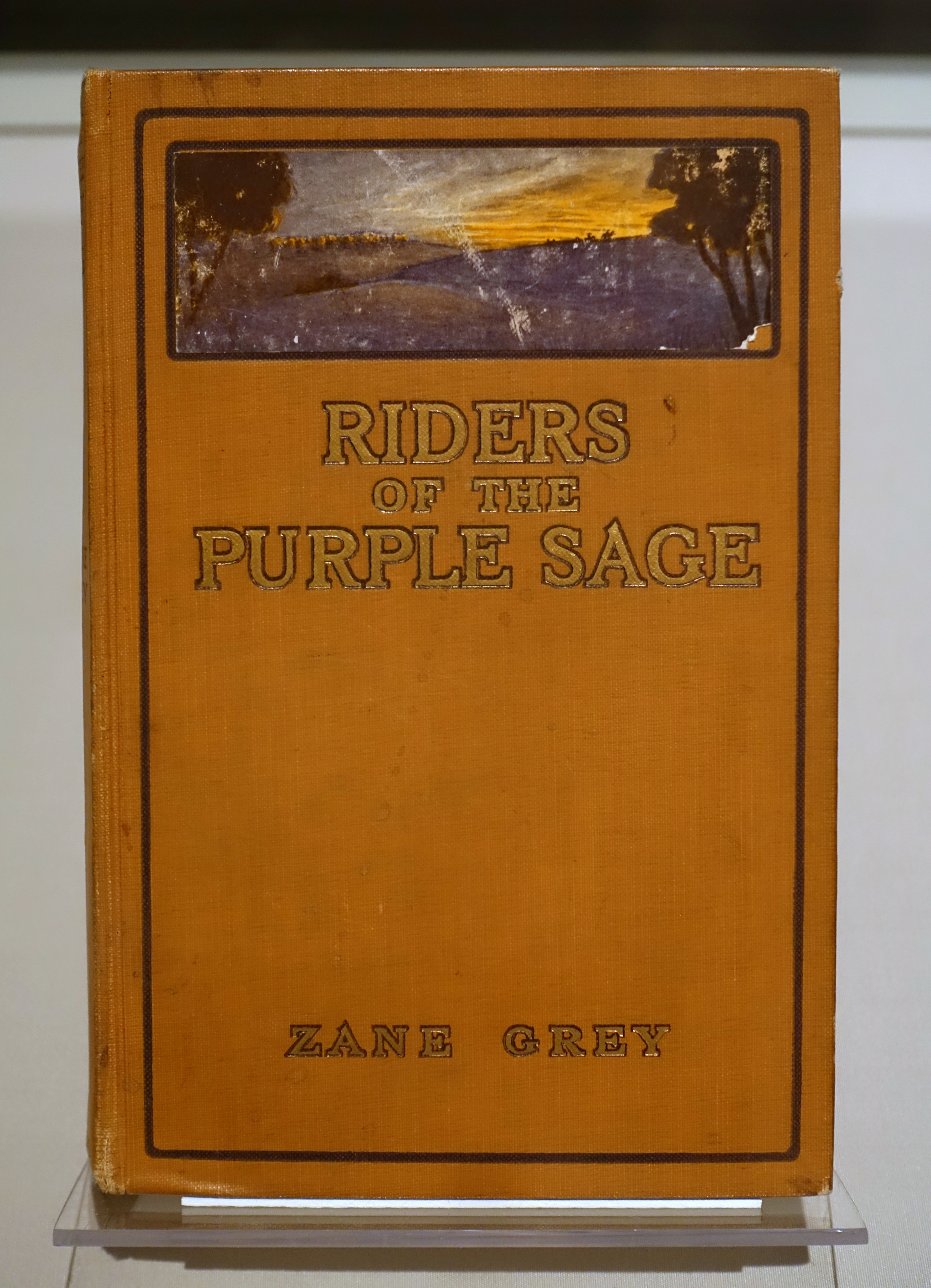
Riders of the Purple Sage, první vydání z roku 1912

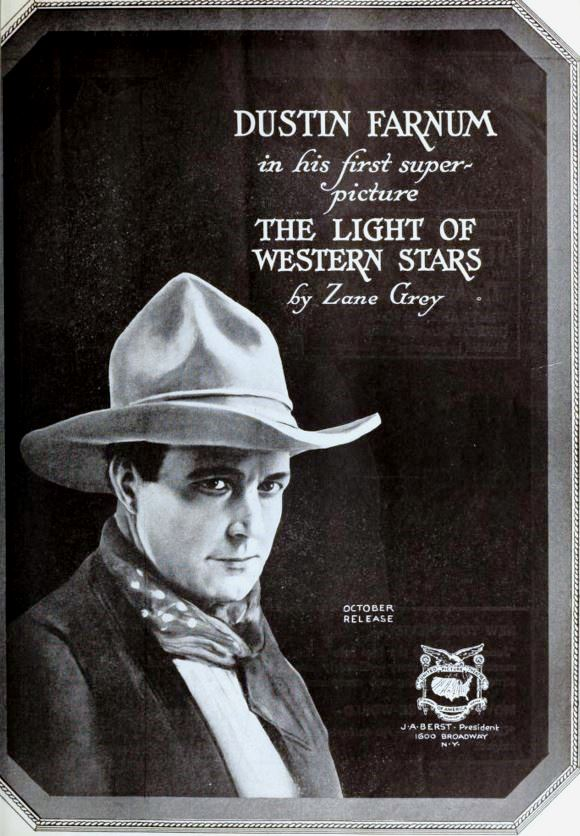
Plakát k němému americkému filmu The Light of the Western Stars z roku 1918

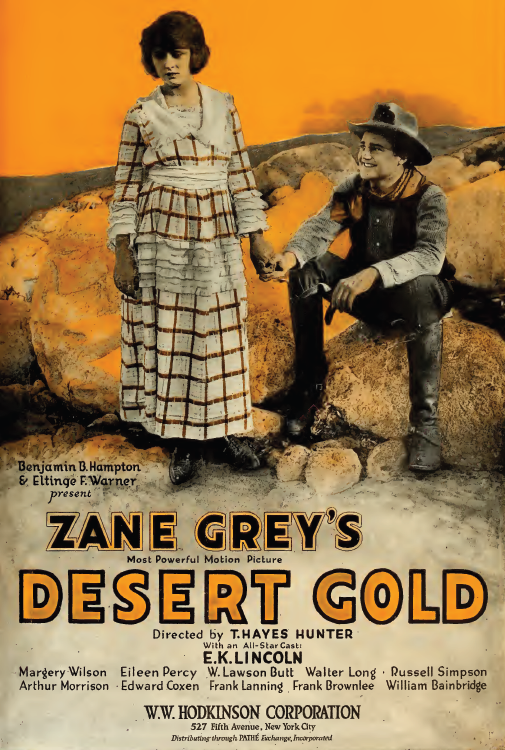
Plakát k němému americkému filmu Desert Gold z roku 1919

## Život
Narodil se v městečku Zanesville, které založil jeho předek z matčiny strany – Ebenezer Zane. V mládí projevoval zájem zejména o rybolov, baseball a psaní. Studoval zubní lékařství na Pensylvánské univerzitě (studium dokončil roku 1896), kde také hrál baseball za univerzitní tým.
Roku 1905 se oženil a s pomocí své manželky a díky jejímu jmění se začal více věnovat psaní. Roku 1910 vydal svůj první úspěšný western Dědictví pouště (Heritage of the Desert) a o dva roky později pak napsal svůj nejznámější román Jezdci z purpurových stepí (Riders of the Purple Sage).
Za svůj život napsal přes 90 knih (mnoho z nich se stalo bestsellery a mnoho z nich bylo zfilmováno) a stal se jako jeden z prvních spisovatelů díky své literární tvorbě milionářem.
Zemřel 23. října 1939 ve svém domě v Altadeně v Kalifornii (dům je zapsán v americkém Národním registru historických míst).

## Z díla
- Betty Zane (1903),
- Duch pohraničí (Spirit of the Border, 1906, česky též jako Vítr smrti),
- Poslední z prérie (The Last of the Plainsmen, 1908),
- Poslední cesta / Na pokraji civilizace (The Last Trail, 1909),
- Prázdniny v pralese (The Young Forester, 1910),
- Dědictví pouště (Heritage of the Desert, 1910),
- Na lovu šelem (The Young Lion Hunter, 1911),
- Jezdci z purpurových stepí (Riders of the Purple Sage, 1912),
- Ken Ward v džungli (Ken Ward in the Jungle, 1912),
- Zlato pouště (Desert Gold, 1913),
- Světla západních hvězd (The Light of Western Stars, 1914),
- Obránce „Osamělé hvězdy“  (The Lone Star Ranger, 1915),
- Zákon v Texasu (The Lone Star Ranger, 1915),
- Tajemství arizonské divočiny (The Rainbow Trail, 1915), pokračování románu Jezdci z purpurových stepí,
- Král pustiny (The Border Legion, 1916),
- Divý plamen (Wildfire, 1917),
- Rybářské povídky (Tales of Fishes, 1919),
- Zálesák (The Man of the Forest, 1920),
- Do posledního muže (To the Last Man, 1921),
- Tajemný jezdec (The Mysterious Rider, 1921),
- Povídky osamělých cest (Tales of Lonely Trails, 1922),
- Hořký návrat (The Day of the Beast, 1922),
- Poutník v pustinách (Wanderer of the Wasteland, 1923),
- Lovci pum v Grand Canyonu (Roping Lions in the Grand Canyon, 1924),
- Povídky od Jižní řeky (Tales of Southern Rivers, 1924),
- Volání kaňonu (Call of the Canyon, 1924),
- Hřmící stádo (The Thundering Herd, 1925),
- Ztracená řeka (Forlorn River, 1927),
- Don, příběh psa (Don, the Story of a Dog, 1928),
- Nevada (1928), pokračování románu Ztracená řeka
- Bojující karavany (Fighting Caravans, 1929),
- Pastýř z Guadeloupe (The Shepherd of Guadaloupe, 1930),
- Vlčí stopař (The Wolf Tracker, 1930),
- Západ slunce (Sunset Pass, 1931),
- Arizonský Ames (Arizona Ames, 1932),
- Lupičské doupě (Robber's Roost, 1932),
- Děvče z Arizony (The Hash Knife Outfit, 1933),
- Rančer zelenáč (The Dude Ranger, 1934),
- Zákon západu (Code ot the West, 1934),
- Jezdci z pastvin (The Trail Driver, 1935),
- Hromová hora (Thunder Mountain, 1935),
- Ztracená karavana (The Lost Wagon Train, 1936),
- Na západ od Pecosu (West of the Pecos, 1937),
- Pistolníci ze španělských hor (Raiders of Spanish Peaks, 1938),
- Navzdory dálkám (Western Union, 1939),
- Rytíři z pastvin (Knights of the Range, 1939),
- Dvě sombrera (Twin Sombreros, posmrtně 1940), pokračování románu Rytíři z pastvin,
- Velké stádo (Thirty thousand on the Hoof, posmrtně 1940),
- Ranč Majesty (Majesty’s Rancho, posmrtně 1942), pokračování románu Světla západních hvězd,
- Dostavník (Omnibus, posmrtně 1943),
- Schody z písku (Stairs of Sand, posmrtně 1943), pokračování románu Poutník v pustinách,
- Tažení divočinou (The Wilderness Trek, posmrtně 1944),
- Stín na cestě (Shadow on the Trail, posmrtně 1946),
- Údolí divokých koní (Valley of Wild Horses, posmrtně 1947),
- Královna kovbojů (The Maverick Queen, posmrtně 1950),
- Zajatci pouště (Captives of the Desert, posmrtně 1952),
- Wyoming (posmrtně 1953),
- Ztracené pueblo (Lost Pueblo, posmrtně 1954),
- Cizinec z Tonta (Stranger from the Tonto, posmrtně 1956),
- Arizonský klan (Arizona Clan, posmrtně 1958),
- Boulder Dam (posmrtně 1963),
- Děvče z útesu (The Reef Girl, posmrtně 1977).